# Timirjazevskij
Il quartiere Timirjazevskij (in russo Тимирязевский район?) è un quartiere di Mosca sito nel Distretto Settentrionale.
Il quartiere è stato fondato nel 1941 e allora si estendeva verso nord fino ai confini esterni della città. Con la riforma amministrativa del 1991, dal suo territorio sono stati scorporati quartieri nuovi; l'attuale quartiere Timirjazevskij occupa solo una parte del distretto originario.
Nel quartiere si trova l'accademia agraria Timirjazevskaja.